# Mont Jean-Yves-Bérubé
Pour les articles homonymes, voir Bérubé.
Le mont Jean-Yves-Bérubé est une colline de Rivière-Bonjour, dans La Matanie, au Québec. Elle se situe dans la réserve faunique de Matane.

## Toponymie
Le nom rend hommage à Jean-Yves Bérubé, homme d'affaires et maire de Cap-Chat de 1993 à 1996. Habile skieur, il avait tenté un projet d'héli-ski sur le mont Logan à la fin des années 1980.

## Géographie
À l'ombre des monts Coleman et Nicol-Albert, le mont est une colline de faible élévation, avec une proéminence de 262 mètres.

## Histoire
La montagne fait l'objet en 2002 d'un développement récréotouristique, alors que la Société des établissements de plein air du Québec y érige une auberge de montagne de grand luxe,.